# Флоран, Элен
Элен Флоран (фр. Hélène Florent; род. 21 октября 1974) — канадская актриса и режиссёр, наиболее известная по роли Кароль в фильме «Кафе де Флор».

## Биография
Флоран — выпускница Квебекской консерватории драматических искусств.
В 2012 году за работу в фильме «Кафе де Флор» Флоран получила номинации на премию «Джини» за лучшую женскую роль второго плана» и премию «Спутник» за лучшую женскую роль второго плана в кинофильме.